# Accademia degli Incogniti

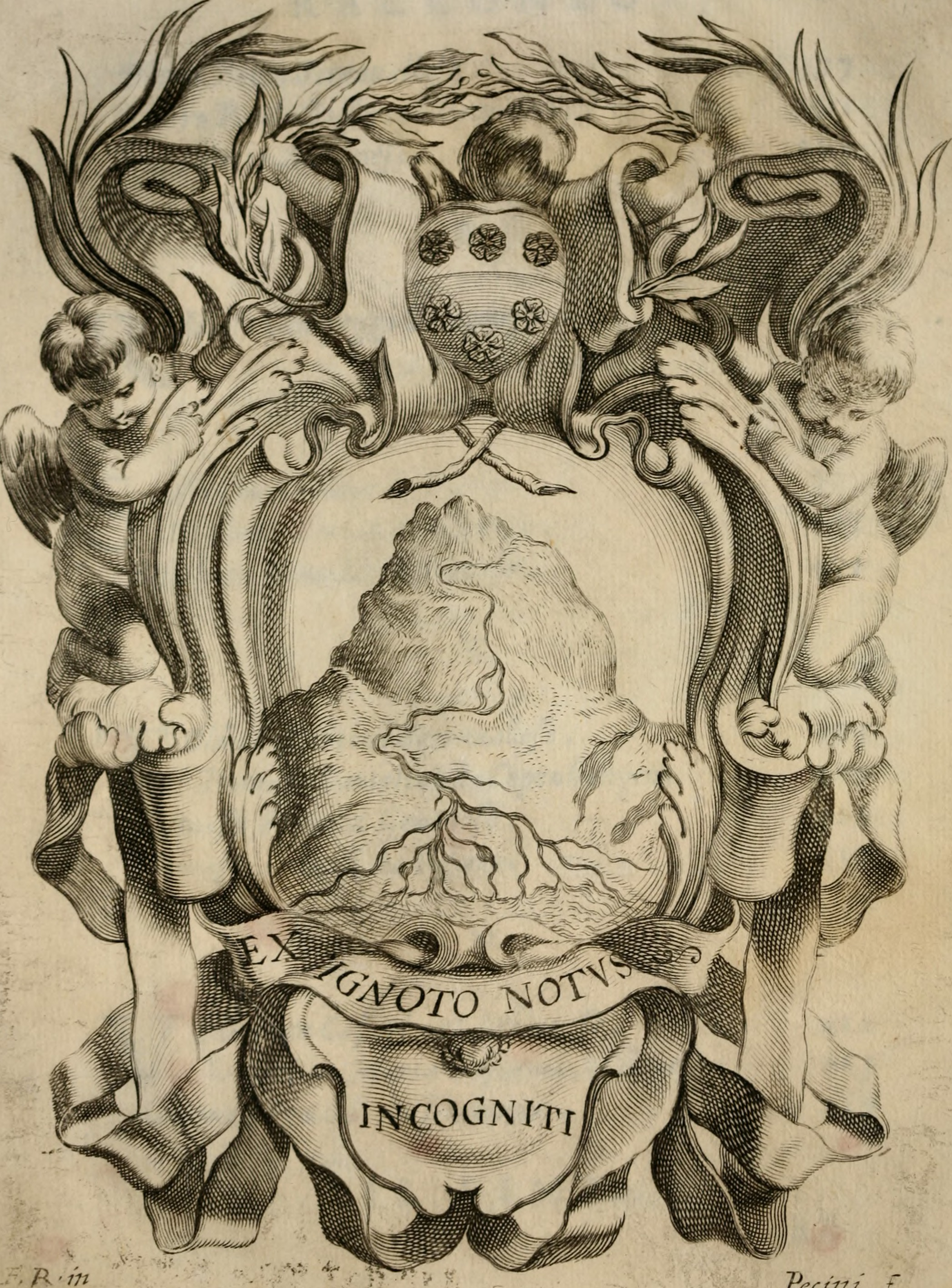
Stemma dell'Accademia degli Incogniti (illustrazione del 1647)

L'Accademia degli Incogniti (1630 circa - 1653 circa) fu una delle Accademie più attive e vivaci del Seicento veneziano e una delle più libere e innovative della penisola italiana.
L'Accademia riuniva nel suo circolo numerosi nobili, letterati e intellettuali dell'epoca, sia veneziani che nativi di altre località d'Italia, e in qualche caso anche originari di città straniere.

## Storia
L'Accademia degli Incogniti veneziana fu creata dal patrizio Giovan Francesco Loredan (1607-1661). La data di fondazione viene tradizionalmente posta nel 1630, ma non manca chi ha argomentato un termine anteriore, spostando la data al 1626. Il circolo ebbe dapprima il nome di Accademia Loredana, in ossequio al cognome del fondatore, ma ben presto assunse quello di Accademia Incognita, ovvero degli Incogniti.
Fino al 1639 gli Incogniti si riunirono nella dimora gentilizia del Loredan, nel sestiere veneziano di Castello. In seguito la sede si spostò nella residenza del patrizio veneziano Matteo Dandolo (all'interno del medesimo sestiere). Pochi mesi dopo la fondazione il circolo fu tuttavia costretto a sospendere le attività per il divampare in Laguna della peste, che ne stroncò diversi affiliati. Ripresi i lavori, ebbe il suo momento di maggiore splendore tra il quarto e il quinto decennio del secolo, quando si lanciò in una cospicua attività editoriale, toccando pressoché ogni genere letterario, dalla prosa narrativa alla storiografia, dalla disquisizione accademica alla librettistica, dalla poesia alla trattatistica italiana e latina.
Il principale centro d'interesse rimasero sempre le discipline umanistiche (con aperture anche al mondo scientifico, per esempio alla medicina) coltivate attraverso la produzione e la diffusione libraria, la lettura e il dibattito, ma anche le rappresentazioni sceniche. L'Accademia riunì al proprio interno molti esponenti di primo piano delle diverse correnti barocche, pur evidenziando nei suoi orientamenti generali un'evidente impronta marinista. A tale riguardo è interessante constatare come tra i numerosi letterati che a vario titolo ne furono membri coesistessero aperti seguaci del Marino e intellettuali al Marino e alla sua scuola non sempre favorevoli, quali lo Stigliani; o come accanto a letterati iconoclasti e anticonformisti, quali Ferrante Pallavicino, Girolamo Brusoni e Antonio Rocco, operassero scrittori organici al sistema dominante e ai suoi indirizzi di pensiero.
Il motto dell'Accademia, coniato da Guido Casoni, cui probabilmente si deve anche il nome definitivo del circolo, era «Ex ignoto notus». Lo stemma, disegnato da Francesco Ruschi e Jacopo Piccini, mostrava il Nilo (le cui sorgenti all'epoca erano appunto "incognite") scendere tortuosamente da un monte fertilizzando la pianura per poi gettarsi nel Mediterraneo.
L'attività del circolo non si esaurì nell'ambito strettamente letterario, ma si rivolse anche ad altri campi. Già a partire dal 1630 l'Accademia si distinse, ad esempio, per la promozione del dramma in musica, arrivando a edificare a tale scopo un proprio teatro, il Novissimo (1641). Favorì inoltre le belle arti, in particolare la produzione pittorica. Anche in tali ambiti l'Accademia si distinse per il suo orientamento libertino e una certa tendenza all'eclettismo. Nei loro libretti per melodrammi, gli intellettuali dell'Accademia si esprimevano in maniera insolitamente disinvolta, oltre a professare esplicitamente l'abbandono delle unità pseudo-aristoteliche. Tra gli accademici drammaturghi vanno senz'altro ricordati Giacomo Badoaro, cui si deve il Ritorno d'Ulisse in patria, messo in musica da Claudio Monteverdi, Giovanni Francesco Busenello, che per lo stesso Monteverdi  scrisse L'incoronazione di Poppea, Giulio Strozzi e Giacinto Andrea Cicognini.  
In seguito alla decapitazione per "lesa maestà e apostasia" di uno dei suoi esponenti più attivi, Ferrante Pallavicino, autore di varie opere violentemente anticlericali (l'esecuzione ebbe luogo ad Avignone nel 1644), all'incarcerazione di Girolamo Brusoni e di Antonio Santacroce, e alla messa in stato di accusa di uno degli stampatori di fiducia del circolo, Francesco Valvasense(1648-1649), peraltro uscito dal processo con una sentenza d'assoluzione, l'Accademia degli Incogniti andò incontro a un rapido declino. Nel 1651 diede alla luce l'ultima delle sue opere collettive: le Cento Novelle dei signori accademici Incogniti (Venezia, Guerigli, 1651); nell'avvertenza al lettore si annunciava la prossima pubblicazione di altri due titoli, un volume miscellaneo di Poesie e la seconda parte dei Discorsi, opere che tuttavia non videro mai la luce.
Nel 1652 l'Accademia degli Incogniti si avviava ormai all'inattività. Dalle sue ceneri nascerà l'Accademia dei Difesi, fondata anch'essa dal Loredano con il motto "Sibi solum tutamen". Il clima generale stava tuttavia mutando: da un lato la politica di progressivo riavvicinamento della Serenissima al papato (che doveva culminare nel 1657 con il rientro dei Gesuiti, cacciati da Venezia cinquantun anni prima) avrebbe finito per inasprire il controllo censorio sulla stampa, dall'altro nella penisola italiana si sarebbe a poco a poco fatta strada una nuova sensibilità letteraria, non esente da influenze d'oltralpe.